# 尚·文森
尚·文森（法語：Jean Vincent，1930年11月29日—2013年8月15日）是一名法國前足球運動員及領隊，司職左翼。文森在1958世界盃期間是法國國家隊的一員，最終法國隊獲得季軍。

## 球員生涯
文森主要踢左路外鋒，在球會和國家隊的職業生涯都非常成功，贏得無數冠軍，並闖入1958年世界盃的準決賽，法國隊獲得季軍。
- 里爾 (1950–1956) – 1954年法甲冠軍；1953年和1955年法國盃冠軍
- 蘭斯 (1956–1964) – 1958、1960和1962年法甲冠軍；1958年法國盃冠軍

文森為法國國家隊出場46次射入22球，並在1954世界盃 、1958世界盃和1960年歐洲國家盃中上場並取得入球。

## 領隊生涯
文森在南特擔任領隊時取得相當大的成功，帶領他們獲得兩次聯賽冠軍。 在1982年世界盃被任命為喀麥隆領隊時，喀麥隆隊的表現令人欽佩，三場比賽全部戰和，僅憑入球數無緣晉級第二輪。
- 卡昂
- 拉夏德芳
- 巴斯蒂亞
- 羅連安特
- 南特– 1977年及1980年法甲冠軍；1979年法國盃冠軍
- 喀麥隆 –1982年世界盃領隊
- 雷恩足球會
- 摯愛AC[3]
- 突尼西亞

## 逝世
文森於2013年8月13日去世，享年82歲。

## 榮譽
- 世界盃季軍：1958年[1]

## 外部鏈接
- Jean Vincent （页面存档备份，存于）於法國足球總會（法語）
- Weltfussball （德語）